# Légi közlekedési baleset

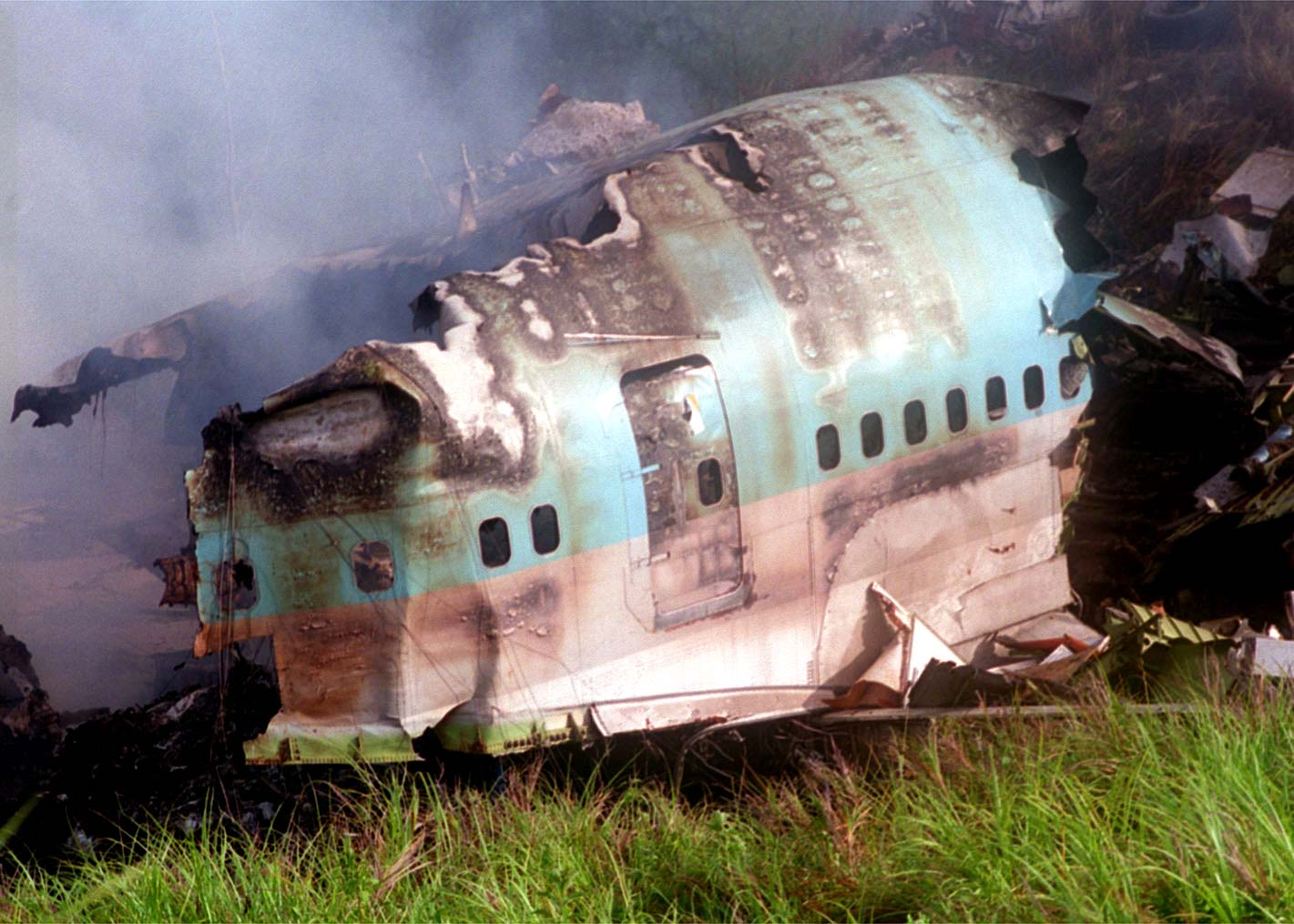
A Korean Air 801-es járatának roncsa

Az ICAO Annex 13 meghatározása szerint légi közlekedési balesetnek nevezünk minden légi közlekedési tevékenység folytatása során bekövetkező eseményt, melynél:
- egy vagy több személy súlyosan vagy halálosan megsérül, vagy
- a légi jármű megrongálódik vagy szerkezeti meghibásodást szenved, vagy
- a légi jármű eltűnik vagy megközelíthetetlen helyre kerül.[2]

Az Annex 13 további meghatározása szerint repülőeseménynek nevezzük a légi közlekedés biztonságát befolyásoló olyan eseményeket, melyek nem tekinthetőek légi közlekedési balesetnek.
A köznyelvben általában légi katasztrófának nevezik az olyan balesetet, mely során egy vagy több személy életét veszti, vagy a légi jármű javíthatatlanul károsodik.

## Statisztikák
Statisztikák szerint a repülés az egyik legbiztonságosabb közlekedési mód: 1 milliárd utaskilométerre 0.05 haláleset jut; ez 60-szor kevesebb, mint a személygépkocsi- és 1000-szer kevesebb, mint a gyalogos baleset halálozások aránya. A polgári repülésnek évente átlagosan kevesebb, mint 1000 áldozata van. 2013-ban csak 265 áldozat volt, ez volt a legalacsonyabb szám az 1930-as évek óta.

### Okok szerint
1950-2010 közötti polgári légi közlekedési eseményeket összegezve, a balesetek okai a következőképpen oszlanak meg:
- 59% emberi hiba miatt (ezek 90%-a pilótahiba) (pl: Avianca 52-es járata, Korean Air Cargo 8509-es járata)
- 20% műszaki hiba miatt (pl: United Airlines 232-es járata, A TWA 800-as járata)
- 12% időjárási tényező miatt (pl: Air Florida 90-es járata, müncheni légi katasztrófa)
- 8% terrorakció, szabotázs miatt (pl: Lockerbie-i katasztrófa, Malaysia Airlines 17-es járata)
- 1% egyéb okok miatt (pl: American Airlines 191-es járata, Air France 4590-es járata)

### Repülési szakasz szerint
2013-as adatok szerint a balesetek többsége végső megközelítésnél és leszállásnál történik:
- 17% földi műveletek alatt
- 12% felszállás alatt
- 10% emelkedés és útvonalrepülés alatt
- 18% süllyedés és kezdeti megközelítés alatt
- 43% végső megközelítés és leszállás alatt

## Ismertebb balesetek
Az első feljegyzett légiközlekedési baleset Rozier hőlégballonjának 1785 június 15-i lezuhanása volt, mely két életet követelt. Az első balesetet szenvedett repülőgép Orville Wright Model A gépe volt, 1908. szeptember 17-én.
A legtöbb áldozatot követelő szerencsétlenség az 1977. március 27-i tenerifei katasztrófa volt, melyben 583-an vesztették életüket.

## Érdekességek
- Légi katasztrófa az is, ha – háborúban, vagy terroreseményként – lelőnek egy repülőgépet. Így vesztette életét – sokak mellett – Antoine de Saint-Exupéry, Leslie Howard és állítólag Vujicsics Tihamér is.
- Ha egy gép balesetet szenved, a légitársaság általában – de nem mindig – visszavonja a járatszámot.[9]